# San Bartolomeo al Mare
San Bartolomeo al Mare – miejscowość i gmina we Włoszech, w regionie Liguria, w prowincji Imperia.
Według danych na rok 2004 gminę zamieszkiwały 2964 osoby, 296,4 os./km².